# Cultura de Xuicate
A cultura de Xuicate desenvolveu-se principalmente em Quena e Esna tendo ela sido mais recente que a pedreira Nazlet Khater-4 (o sítio Xuicate-1 foi datado de 25 000 AP). Sua indústria lítica foi caracterizada pelo uso de grandes lâminas, lâminas denticuladas, buris e raspadores.